# Retour
Retour es el tercer álbum recopilatorio del grupo chileno La Ley, que fue lanzado en 2014 con motivo del retorno del grupo a los escenarios, habiendo pasado nueve años desde su separación en 2005. Este álbum recopilatorio incluye solo canciones de la discográfica Warner Music.

## Lista de canciones
| N.º     | Título                                                          | Escritor(es)                                       | Duración |  |
| 1.      | «Olvidar»                                                       | Beto Cuevas, Claudia Brant                         | 3:35     |  |
| 2.      | «El Duelo» (de Invisible, 1995)                                 | Cuevas, Andrés Bobe, Luciano Rojas                 | 3:16     |  |
| 3.      | «Día Cero» (de Invisible, 1995)                                 | Cuevas, Rodrigo Aboitiz                            | 4:33     |  |
| 4.      | «Cielo Market» (de Invisible, 1995)                             | Cuevas, Rojas, Mauricio Clavería, Pedro Frugone    | 3:41     |  |
| 5.      | «Hombre» (de Invisible, 1995)                                   | Cuevas, Frugone, Aboitiz                           | 4:05     |  |
| 6.      | «Vi» (de Vértigo, 1998)                                         | Cuevas, Aboitiz, Rojas, Clavería, Frugone          | 4:17     |  |
| 7.      | «Ciertos Civiles» (de Vértigo, 1998)                            | Cuevas, Aboitiz, Rojas, Clavería, Frugone, Aboitiz | 3:53     |  |
| 8.      | «Tanta Ciudad» (de Vértigo, 1998)                               | Cuevas, Aboitiz, Rojas, Clavería, Frugone, Aboitiz | 5:16     |  |
| 9.      | «Aquí» (de Uno, 2000)                                           | Cuevas, Aldo Nova                                  | 4:45     |  |
| 10.     | «Fuera de Mí» (de Uno, 2000)                                    | Cuevas, Nova                                       | 4:42     |  |
| 11.     | «Delirando» (de Uno, 2000)                                      | Cuevas, Clavería, Frugone, Nova                    | 3:26     |  |
| 12.     | «Mentira» (de MTV Unplugged, 2001)                              | Cuevas                                             | 4:54     |  |
| 13.     | «Intenta Amar» (de MTV Unplugged, 2001)                         | Cuevas, Nova                                       | 4:53     |  |
| 14.     | «El Duelo (Unplugged)» (con Ely Guerra; de MTV Unplugged, 2001) | Cuevas, Bobe, Rojas                                | 6:21     |  |
| 15.     | «¡Ámate y Sálvate!» (de Libertad, 2003)                         | Cuevas, Humberto Gática                            | 4:06     |  |
| 16.     | «Mi Ley» (de Libertad, 2003)                                    | Cuevas                                             | 4:38     |  |
| 17.     | «Surazul» (de Libertad, 2003)                                   | Cuevas                                             | 5:23     |  |
| 1:14:33 |                                                                 |                                                    |          |  |

## DVD
La edición de lujo de Retour traía un DVD con videoclips de catorce temas de La Ley.
1. Olvidar
2. El Duelo
3. Día Cero
4. Cielo Market
5. Hombre
6. Ví
7. Tanta ciudad
8. Aquí
9. Fuera de mí
10. Mentira
11. Intenta amar
12. El Duelo (Unplugged)
13. ¡Ámate y sálvate!
14. Mi Ley

## Créditos
- Beto Cuevas: voz, guitarra.
- Mauricio Clavería: batería.
- Pedro Frugone: guitarra.
- Zeta Bosio: Bajo